# فرودگاه گلدستون (کانادا)
فرودگاه گلدستون (کانادا) (به انگلیسی: Gladstone Aerodrome) یک فرودگاه همگانی است که یک باند فرود آسفالت و چمن دارد و طول باند آن ۸۲۱ متر است. این فرودگاه در کشور کانادا قرار دارد و در ارتفاع ۲۷۴ متری از سطح دریا واقع شده‌است.